# 斯普魯斯希爾鎮區 (明尼蘇達州道格拉斯縣)
斯普魯斯希爾鎮區（英語：Spruce Hill Township）是位於美國明尼蘇達州道格拉斯縣的一個行政鎮區。

## 歷史
斯普魯斯希爾鎮區於1875年設立。鎮區得名自當地邊境被杉木覆蓋的山。

## 地方資料
斯普魯斯希爾鎮區的面積為93.49平方千米，當中陸地面積為92.92平方千米，而水域面積為0.57平方千米。根據2020年美國人口普查的數據，當地共有人口462人，而人口密度為每平方千米4.94人。